# Coleophora delibutella
Coleophora delibutella is een vlinder uit de familie kokermotten (Coleophoridae). De wetenschappelijke naam is voor het eerst geldig gepubliceerd in 1872 door Christoph.
De soort komt voor in Europa.